# Departamento da Austrália Regional, Desenvolvimento Regional e Administração Local
O Departamento da Austrália Regional, Desenvolvimento Regional e Administração Local (em inglês: Department of Regional Australia, Regional Development and Local Government) é um departamento do governo da Austrália.